# Bigotianella
Bigotianella is een geslacht van vlinders van de familie sikkelmotten (Oecophoridae), uit de onderfamilie Oecophorinae.

## Soorten
- B. menaiella Legrand, 1965
- B. simpsonella Legrand, 1965
- B. tournefortiaecolella Legrand, 1965